# شاخص استاندارد آلودگی
شاخص آلودگی هوا (به انگلیسی: Pollutant Standards Index) یا (PSI) معیاری برای سنجش آلودگی هوا است که در کشور سنگاپور و بخش‌هایی از مالزی به کار می‌رود. این شاخص ذرات معلق موجود در هوا را می‌سنجد.

## تاریخچه
پی اس آی شاخصی است که توسط آژانس حفاظت از محیط زیست ایالات متحده ابداع شده است تا راهی برای گزارش روزانه کیفیت هوا توسط رسانه‌ها فراهم گردد. این معیار سنجش هوا، در تعدادی از کشورها مانند ایالات متحده و سنگاپور استفاده میشود.
از سال ۱۹۹۹، آژانس حفاظت از محیط زیست ایالات متحده شاخص استانداردهای آلودگی (PSI) را با شاخص کیفیت هوا (AQI) جایگزین نمود تا استانداردهای جدید ذرات معلق (PM2.5) و ازون را نیز در بر گیرد. قبل از اول آوریل ۲۰۱۴، سنگاپور این شاخص‌ها را برای یک سنجش یک‌ساعته به طور جداگانه منتشر کرد. سنجش سه‌ساعته نیز مختص سنگاپور است و در سال ۱۹۹۷ برای ارائه اطلاعات بیشتر درباره کیفیت هوا معرفی شد. اما در سال ۲۰۱۶، به دلیل اینکه شاخص سنجش یک‌ساعته علائم بهتری از کیفیت هوا را نشان میداد شاخص سه ساعته حذف گردید.